# Richard Horowitz
Richard Horowitz (6. ledna 1949 – 13. dubna 2024) byl americký hudební skladatel.
Narodil se v Buffalu ve státě New York. V sedmdesátých letech studoval elektronickou hudbu v Paříži a hru na flétnu ney v Maroku. V roce 1981 vydal pod pseudonymem Drahcir Ztiworoh album Eros in Arabia. V roce 1990 složil spolu s Rjúičim Sakamotem hudbu k filmu Pod ochranou nebe podle stejnojmenného románu Paula Bowlese, za kterou získal Zlatý glóbus. Později složil hudbu například k filmům Vítězové a poražení (1999), A Jihad for Love (2007), Tobruk (2008) a Kandahár (2010). Za hudbu k Tobruku, kterou složil se svou manželkou Sussan Deyhim, získal Českého lva. Zemřel v Marrákeši ve věku 75 let.

## Diskografie (výběr)
- Hear to Eternity (Steven Halpern, 1985)
- Last Wave (Bernard Xolotl, 1985)
- Power Spot (Jon Hassell, 1986)
- The Surgeon of the Nightsky Restores Dead Things by the Power of Sound (Jon Hassell, 1987)
- Days of Open Hand (Suzanne Vega, 1990)
- Les Nouvelles Polyphonies Corses (Les Nouvelles Polyphonies Corses, 1991)
- Gift of the Gnawa (Hassan Hakmoun a Adam Rudolph, 1991)
- Vihma (Värttinä, 1998)